# Bolteria scutellata
Bolteria scutellata är en insektsart som beskrevs av Kelton 1972. Bolteria scutellata ingår i släktet Bolteria och familjen ängsskinnbaggar. Inga underarter finns listade i Catalogue of Life.